# Phytomyza despinosa
Phytomyza despinosa är en tvåvingeart som beskrevs av Griffiths 1976. Phytomyza despinosa ingår i släktet Phytomyza och familjen minerarflugor. Inga underarter finns listade i Catalogue of Life.